# Zdeněk Lakomý
Zdeněk Lakomý (6. června 1914, Frýdek-Místek – 1995, Mělník) byl český architekt socialistického realismu, projektant a malíř.

## Biografie
Vystudoval ČVUT, architekturu a pozemní stavitelství. Po nějakou dobu pracoval v projektovém oddělení Baťovy společnosti ve Zlíně ještě během druhé světové války.
Po skončení konfliktu si osvojil principy socialistického realismu, díky čemuž mohl v podmínkách po únorovém převratu získat řadu funkcí a dostal se k zajímavým činnostem. Věnoval se například systematizaci a typizaci kulturních domů, které měly být v tehdejším Československu budovány. Předpokládal, že architektura má být „národní ve svoji formě a socialistická obsahem.“
Od roku 1951 pracoval ve Výzkumném ústavu výstavby a architektury, od konce 50. let 20. století stál potom v jeho čele. V 70. let dále pracoval v Československé akademii věd. Zabýval se problematikou urbanismu a vlivu životního prostředí na člověka, dále problematikou masové výstavby apod.

## Stavby
Lakomý např. vyprojektoval přístavbu zámecké restaurace v Mělníku. Dále se zabýval projektem tzv. „kinofikace měst“, tedy vybudování velkého počtu kinosálů v menších městech tehdejšího Československa.
Zdeněk Lakomý navrhl přestavbu vily Antonína Zimy v roce 1940. Vila stojí v pražských Hlubočepích.

## Publikace
- Člověk mění svět : civilizace, kultura a životní prostředí, Odeon, 1976

Lakomý napsal rovněž i několik publikací pro studenty architektury na různých úrovních škol.